# 293383 Maigret
293383 Maigret este o planetă minoră (asteroid) din centura de asteroizi. A fost descoperită pe 11 martie 2007 la Saint-Sulpice de Bernard Christophe⁠(d) și a fost numită după Maigret. 
Obiectul prezintă o orbită caracterizată de o semiaxă mare de 3,1005383905961 UAi, o excentricitate de 0,07, o înclinație de 7,7 ° în raport cu ecliptica.